# Johanna II av Auvergne
Johanna II av Auvergne, född 1378, död 1424, var regerande grevinna av Auvergne från 1394 till 1424. 

## Biografi
Johanna II av Auvergne var dotter till greve Johan II av Auvergne och Eleonora av Comminges. Hon var sin fars arvtagare. 
Hennes far blev 1387 bestulen på flera av sina besittningar av kungens farbror och förmyndarregent Johan av Berry. För att lösa tvisten arrangerades 1389 ett äktenskap mellan Johanna och Johan av Berry, vilket innebar att hennes farsarv och det arv hennes make stulit från hennes far förenades ändå genom äktenskapet. Hon blev genom äktenskapet ingift faster till kungen.
År 1393 närvarade hon vid den berömda balen Bal des Ardents, där kungen och flera av hans meddansare fattade eld. Hon räddade kungen genom att kasta sig över honom och kväva elden med sina kjolar.
Efter sin första makes död 1416 gifte hon om sig med Georges de la Trémoille, greve av Guînes. Äktenskapet var olyckligt och hon kunde med kungens stöd separera från sin make och ta ensam besittning av sina egna förläningar, som hon därefter levde på. 
Johanna II av Auvergne avled barnlös och efterträddes av sin kusin. 